# (293499) Wolinski
(293499) Wolinski est un astéroïde de la ceinture principale.

## Description
(293499) Wolinski est un astéroïde de la ceinture principale. Il fut découvert le 14 avril 2007 à Nogales par Jean-Claude Merlin. Il présente une orbite caractérisée par un demi-grand axe de 3,08 UA, une excentricité de 0,06 et une inclinaison de 11,8° par rapport à l'écliptique.
Il est nommé en l'honneur du dessinateur de presse français Georges Wolinski (1934-2015).

## Compléments